# 주병진쇼
《주병진 쇼》는 대한민국 서울방송(SBS)에서 방송된 토크 쇼 프로그램이다.
진행자는 주병진이며 해당 프로그램에 앞서 KBS 2TV 《밤으로 가는 쇼》의 MC로 한때 결정됐으나 스스로 포기했고 특정업체와 상품을 선전했다는 지적을 사 방송위원회로부터 '사과명령' '책임자에 대한 경고' 조치를 받았으며 MC 주병진과의 계약만료에 따라 1993년 말 막을 내렸고 주병진은 그 이후 한동안 방송활동을 중단했다.
1993년 1월 3일부터 첫 방송을 시작되었고, 같은 해 1993년 12월 26일에 종영되었으며, 후속 프로그램으로 《투맨쇼, 두남자와 만납시다》가 방송되었는데 이 프로그램 공동 진행자 임백천은 주병진의 초등학교(덕수) 동창이기도 하다.

## 방송 일정
| 방송 채널 | 방송 기간                           | 방송 시간                                   |
| --------- | ----------------------------------- | ------------------------------------------- |
| SBS TV    | 1993년 1월 3일 ~ 1993년 10월 17일   | 매주 토요일, 일요일 밤10시 50분 ~ 11시 50분 |
| SBS TV    | 1993년 10월 23일 ~ 1993년 12월 26일 | 매주 토요일, 일요일 밤 9시 45분 ~ 10시 45분 |

## 방영 목록

### 1993년
- 2월 7일 정성일
- 2월 14일 맹형규, 신동엽
- 2월 21일 조병욱
- 2월 28일 최배달
- 3월 7일 한완상
- 3월 14일 김춘삼
- 3월 21일 황신혜
- 3월 28일 오세응
- 4월 4일 이부영
- 4월 11일 심수봉
- 5월 22일 왕조현
- 7월 4일 상반기 결산 특집 (오세응, 심수봉, 이성미)
- 7월 18일 정주영
- 7월 25일 이봉원 ♥ 박미선 (부부)[5]
- 9월 5일 이맹희 (고(故) 이병철 삼성그룹 회장 장남)
- 9월 18일 최민수
- 10월 31일 박선영, 임현식, 김태욱
- 11월 6일 김응용 (야구 감독), 이종범 (야구 선수)
- 12월 25일 송년특집
- 12월 26일 마지막 방송

## 결방
- 1993년 1월 23일 - 설 특선영화 다이하드 편성[6]
- 1993년 7월 31일 - 납량특선영화 에일리언 2 편성[7]
- 1993년 8월 14일 - 8.15 특집 다큐멘터리 <해방 48년,먹거리 48년> 편성[8]
- 1993년 10월 2일 - 9시 55분부터 추석특선영화 <지옥의 탈출> 편성[9]
- 1993년 10월 3일 - 9시 55분부터 추석특집 <코미디 코미디언> 편성[10]
- 1993년 10월 16일 - 월드컵 축구 아시아예선 <한국 VS 일본> 중계 편성[11]
- 1993년 11월 13일 - 창사특집 <채널 6 스타 60> 편성[12]
- 1993년 11월 14일 - 창사특집 <21세기 신한국의 선택> 편성

## 기타
- AGB닐슨 미디어 리서치(구 미디어 서비스 코리아)에 따르면 1993년 토크쇼 부문의 1위 평균 시청률 23.2%이다.[13]

## 같이 보기
- 주병진 나이트쇼 (1995년, 문화방송)
- 주병진의 데이트 라인 (1998~1999년)
- 주병진의 토크콘서트 (2011년~ 문화방송)

전후방송
- 자니 윤 이야기쇼 (1991~1992년)
- 투맨쇼, 두남자와 만납시다 (1994년) - 후속